# 最上八楯
最上八楯（日语： もがみやつだて）是战国时代出羽国的有力国人领主建立的国人连合。又称天童八楯（てんどうやつだて）。

## 介绍
最上八楯的每一个成员都是最上氏或者天童氏的分族。 最上氏在室町时代迎来最盛期，随后分置在各地的分族都自立门户，导致了宗家的衰退。最上义定一代时这些分族因为遭到伊达稙宗侵攻故而团结起来。彼时从村山郡北部到最上郡的国人领主以天童氏为盟主结成同盟。这一同盟就是最上八楯。最上义定去世时没有后代，伊达稙宗趁虚而入。八楯因为不希望看到伊达氏坐大而选择支持最上氏。天正最上之乱中八楯却加入最上义守・伊达辉宗方同最上义光方作战。义守・伊达氏和义光缔结合约之后，八楯也同义光议和。
天正5年（1577年）义光进攻天童氏。虽然八楯都来援助盟主天童氏，却不敌最上军，以天童氏的女儿为义光的侧室为条件议和。天正8年（1580年）义光暗杀了与八楯有同盟关系的上山满兼。天正9年（1581年）义光又攻灭了与天童氏有姻亲关系的小国城主・细川直元。天正10年（1582年）出自天童氏的侧室去世，义光和八楯的同盟也变为一张白纸。天正12年（1584年）义光与八楯中的实力派延泽满延结姻，又拉拢了东根氏，八楯实质上已经崩溃。同年义光再次进攻天童氏，攻陷天童城。天童赖澄逃往陆奥国。从此以后八楯的主要氏族都臣服于最上氏。

## 成员
通常八楯指的是以下八家：
天童氏 ‐ 盟主。本城天童城。
延泽氏 ‐ 本城延泽城（以延泽银山著称）　
饭田氏 ‐ 本城村山城
尾花泽氏 ‐ 本城尾花泽城
楯冈氏 ‐ 本城楯冈城。最上氏庶流。
长瀞氏 ‐ 本城长瀞城。
六田氏 ‐ 位于山形市到上山市，本城位于东村山郡。
成生氏 ‐ 位于今天的天童市周边。　
较有实力的包括天童氏，延泽氏和长瀞氏

和八楯有同盟关系的势力：
佛向寺 ‐ 天童氏的有力寺院，养有僧兵
细川直元 ‐ 足利氏名门三管领细川氏一门、奥州细川氏。本城在小国城。
东根氏 ‐ 天童氏分族。
上山氏 ‐ 又名出羽里见氏。天童氏分族。上山城主。虽然跟最上氏有姻亲关系也被义光攻灭。倒戈义光的一门里见民部成为当主，改称里见氏。

## 主要人物
- 天童赖澄
- 延泽满延
- 东根赖景
- 细川直元
- 上山满兼